# Namibische Davis-Cup-Mannschaft
Die namibische Davis-Cup-Mannschaft ist die Tennisnationalmannschaft, die Namibia beim Davis Cup vertritt; sie wird von der Namibia Tennis Association organisiert.
Derzeit (Stand 2025) spielt Namibia in der World Group II. Namibia nahm das erste Mal beim Davis Cup 2000 teil, wobei sofort der Aufstieg in die 3. Gruppe gefeiert werden konnte. Ihre größten Erfolge feierte die Mannschaft 2018 als Sieger der Gruppe 3 in Afrika und den damit verbundenen Aufstieg in Gruppe 2. 2021 spielte die Mannschaft wieder in Gruppe 4, gewann hier Mitte Juni und stieg somit für 2022 in Gruppe 3 auf. 2024 gelang der Aufstieg in die Weltgruppe II.
Erstmals fanden im Februar 2025 Davis-Cup-Spiele in Namibia statt. Diese gingen mit 2 : 3 gegen die Davis-Cup-Mannschaft von Hongkong verloren.

## Kader 2025
- Connor van Schalkwyk (seit 2019; 15 Einzel gewonnen/3 Einzel verloren; 8 Doppel gewonnen/5 Doppel verloren)
- Codie van Schalkwyk (seit 2019; 12 Einzel gewonnen/12 Einzel verloren; 9 Doppel gewonnen/7 Doppel verloren)
- Jean Erasmus (seit 2008; 10 Einzel gewonnen/16 Einzel verloren; 14 Doppel gewonnen/8 Doppel verloren)
- Gert Dippenaar (Nationaltrainer)

## Ehemalige Spieler
- Steyn Dippenaar – 2022; 1 Doppel verloren
- Nguvitjita Hinda – 2021; 2 Doppel gewonnen/1 Doppel verloren
- Tukhula Jacobs – 2012–2019
- Jurgens Strydom – 2003–2009
- Risto Shilongo – 2022